# Recife (tiểu vùng)
Recife là một tiểu vùng thuộc bang Pernambuco, Brasil. Tiều vùng này có diện tích 1252 km², dân số năm 2007 là 2986605 người.